# Bredebro Kommune
| Daten           | Daten             |
| --------------- | ----------------- |
| Verwaltungssitz | Bredebro          |
| Fläche          | 150,51 km² (2006) |
| Einwohner       | 3.644 (2006)      |

Bredebro war eine Kommune in Sønderjyllands Amt, dem südwestlichsten Landesteil in Dänemark.
Sie entstand bei der Verwaltungsreform 1970 aus den Kirchspielgemeinden Ballum, Brede, Randerup, Skast (deutsch: Schads) und Visby (deutsch: Wiesby). Da die Ortschaft Bredebro im Kirchspiel Brede der wirtschaftlich und verkehrstechnisch wichtigste Ort in diesen fünf Gemeinden war, wählte man ihren Namen als Bezeichnung für die neue Kommune. Mit der Kommunalreform am 1. Januar 2007 ging die Kommune in der Großkommune Tønder (deutsch: Tondern) auf.